# Enosmaeus cubanus
Enosmaeus cubanus là một loài bọ cánh cứng trong họ Cerambycidae.